# إيان ماكول
إيان جريجوري ماكول (بالإنجليزية: Ian Gregory McCall؛ مواليد 5 يوليو 1984) هو مُقاتل فنون قتالية مختلطة أمريكي مُعتزل.

## وصلات خارجية
- إيان ماكول على موقع يو إف سي (الإنجليزية)
- إيان ماكول على موقع شيردوغ (الإنجليزية)
- إيان ماكول على موقع Tapology.com (الإنجليزية)
- إيان ماكول على موقع IMDb (الإنجليزية)